# NGC 6215A
NGC 6215A is een spiraalvormig sterrenstelsel in het sterrenbeeld Altaar. Het hemelobject werd op 9 juli 1836 ontdekt door de Britse astronoom John Herschel.

## Synoniemen
- ESO 138-4
- PGC 59180